# ريتشارد هارفي
ريتشارد هارفي (بالإنجليزية: Richard Harvey)‏ (17 أبريل 1969 في المملكة المتحدة - ) هو لاعب كرة قدم بريطاني في مركز الدفاع. لعب مع نادي بلاكبول ونادي لوتون تاون وAylesbury United F.C. ‏.

## وصلات خارجية
- ريتشارد هارفي على موقع قاعدة بيانات كرة القدم.إي يو (الإنجليزية)
- ريتشارد هارفي على موقع Soccerbase.com (لاعب) (الإنجليزية)